# European Physical Journal C
European Physical Journal C: Particles and Fields is een internationaal, aan collegiale toetsing onderworpen wetenschappelijk tijdschrift op het gebied van de deeltjesfysica.
De naam wordt in literatuurverwijzingen meestal afgekort tot Eur. Phys. J. C.
Het wordt uitgegeven door Springer Science+Business Media en verschijnt 24 keer per jaar.
Het eerste nummer verscheen in 1998.